# Sven Dhoest
Sven Dhoest (Brugge, 9 april 1994) is een voormalig Belgisch voetballer. Als doelman kwam hij uit voor Club Brugge, Mouscron-Péruwelz, RFC Wetteren, Sint-Eloois-Winkel Sport en Royal Knokke FC.

## Carrière

### Jeugd
Dhoest begon te voetballen bij de jeugd van KFC Varsenare en werd in 2005 ontdekt door Club Brugge. 

### Club Brugge
Dhoest werd in de zomer van 2011 in de A-kern van Club Brugge opgenomen. Door het opstappen van Stijn Stijnen en na het afscheid van Geert De Vlieger waren er plaatsen vrijgekomen in de A-kern. Dhoest werd derde doelman na Colin Coosemans en Vladan Kujović. Na de blessure van die laatste kwam Dhoest op 28 augustus 2011 op de bank terecht tijdens de thuiswedstrijd tegen RSC Anderlecht. Toen Coosemans na 75 minuten voor een strafschopfout rood kreeg, maakte Dhoest zijn officiële debuut voor blauw-zwart. De zeventienjarige doelman stopte de strafschop van Sacha Kljestan en had een belangrijk aandeel in het uiteindelijke 1-1-gelijkspel.
In het seizoen 2014/15 werd Dhoest, die in mei 2013 een contractverlenging tot 2016 had gekregen van Club Brugge, voor een seizoen uitgeleend aan neo-eersteklasser Royal Mouscron-Péruwelz. Daar speelde hij, mede door knieproblemen, geen enkele officiële wedstrijd. In juni 2015 werd het contract van Dhoest bij Club Brugge ontbonden en zei de 21-jarige doelman het profvoetbal vaarwel. Dhoest maakte de overstap naar vierdeklasser RFC Wetteren.
Bij Wetteren raakte Dhoest weer op niveau, waarop Sint-Eloois-Winkel Sport hem in het voorjaar van 2016 al overhaalde om vanaf het seizoen 2016/17 voor hen te komen spelen. Dat was niet naar de zin van Wetteren, dat de doelman prompt naar de B-kern verwees.
Dhoest verdedigde drie seizoenen het doel van Sint-Eloois-Winkel Sport. In februari 2019 raakte, opnieuw maanden voor het einde van het seizoen, bekend dat Dhoest vanaf het seizoen 2019/20 zou uitkomen voor Knokke FC. Dhoest nam afscheid in schoonheid, want op 28 april 2019 werd Winkel Sport na een 0-0-gelijkspel tegen KRC Harelbeke kampioen in Tweede klasse amateurs. Een jaar later promoveerde Dhoest ook met Knokke naar Eerste nationale.
Na vier seizoenen bij FC Knokke leek Dhoest zijn carrière te gaan verderzetten bij eersteprovincialer KFC Varsenare, maar uiteindelijk moest de doelman op 29-jarige leeftijd een punt achter zijn carrière zetten. Dhoest, die op dat moment al even de jonge doelmannen van Club Brugge trainde, ging kort daarop aan de slag als keeperstrainer van het eerste elftal van KSV Bredene. Ruim een jaar later nam Dhoest, die naast keeperstrainer ook als cafébaas werkt in Sint-Andries (Brugge), afscheid van Bredene.

## Clubstatistieken
| Seizoen | Club                     | Land            | Competitie             | Competitie | Competitie | Beker | Beker | Internationaal | Internationaal | Totaal | Totaal |
| Seizoen | Club                     | Land            | Competitie             | Wed.       | Dlp.       | Wed.  | Dlp.  | Wed.           | Dlp.           | Wed.   | Dlp.   |
| ------- | ------------------------ | --------------- | ---------------------- | ---------- | ---------- | ----- | ----- | -------------- | -------------- | ------ | ------ |
| 2011/12 | Club Brugge              | Vlag van België | Jupiler Pro League     | 1          | 0          | 0     | 0     | 0              | 0              | 1      | 0      |
| 2012/13 | Club Brugge              | Vlag van België | Jupiler Pro League     | 0          | 0          | 0     | 0     | 0              | 0              | 0      | 0      |
| 2013/14 | Club Brugge              | Vlag van België | Jupiler Pro League     | 0          | 0          | 0     | 0     | 0              | 0              | 0      | 0      |
| 2014/15 | → Mouscron-Péruwelz      | Vlag van België | Jupiler Pro League     | 0          | 0          | 0     | 0     | —              | —              | 0      | 0      |
| 2015/16 | RFC Wetteren             | Vlag van België | Vierde klasse          | 19         | 0          | 0     | 0     | —              | —              | 15     | 0      |
| 2016/17 | Sint-Eloois-Winkel Sport | Vlag van België | Tweede klasse amateurs | 30         | 0          | 3     | 0     | —              | —              | 33     | 0      |
| 2017/18 | Sint-Eloois-Winkel Sport | Vlag van België | Tweede klasse amateurs | 32         | 0          | 2     | 0     | —              | —              | 34     | 0      |
| 2018/19 | Sint-Eloois-Winkel Sport | Vlag van België | Tweede klasse amateurs | 31         | 0          | 2     | 0     | —              | —              | 33     | 0      |
| 2019/20 | Royal Knokke FC          | Vlag van België | Tweede klasse amateurs | 24         | 0          | 1     | 0     | —              | —              | 20     | 0      |
| 2020/21 | Royal Knokke FC          | Vlag van België | Eerste nationale       | 2          | 0          | 3     | 0     | —              | —              | 5      | 0      |
| 2021/22 | Royal Knokke FC          | Vlag van België | Eerste nationale       | 34         | 0          | 4     | 0     | —              | —              | 38     | 0      |
| 2022/23 | Royal Knokke FC          | Vlag van België | Eerste nationale       | 37         | 0          | 3     | 0     | —              | —              | 40     | 0      |
| TOTAAL  | TOTAAL                   | TOTAAL          | TOTAAL                 | 132        | 0          | 8     | 0     | 0              | 0              | 140    | 0      |